# Nanker z Oxy
Nanker z Oxy (mezi 1265 a 1270, Kamień (Rosperk) u Bytomi — 8. dubna 1341, Nisa) byl krakovský a vratislavský biskup a niský kníže.

## Život

### Počátky kariéry
Rodné jméno biskupa Nankera bylo Jan Kołda ze šlechtického rodu Oxů (pol. Oksza), nazvaných tak podle erbovního znamení sekery se širokým břitem zvané axa nebo oxa. Jeho otcem byl Jimram Kolda. Jméno Nanker (polsky též Nankier) přijal podle dobové zvyklosti při biskupském svěcení roku 1320.
Jan Kolda – Nanker – se narodil ve vsi Kamień u Bytomi, tedy na území, které sice politicky patřilo ke Slezsku, konkrétně k Ratibořskému knížectví, ale z církevního hlediska spadalo pod diecézi krakovskou. Církevní kariéru započal již někdy po roce 1290, studoval na katedrální škole a v první vyšší funkci – arcijáhna sandoměřského – je doložen roku 1304. Jelikož arcijáhni museli mít univerzitní vzdělání, studoval v následujících třech letech kanonické právo v Bologni, kde byl imatrikulován v rámci „polského (univerzitního) národa“. Po návratu se stal blízkým spolupracovníkem krakovského knížete a později polského krále Vladislava I. Lokýtka, který jej podporoval ve světské i církevní kariéře: roku 1316 se Jan Kolda stal kancléřem sieradzského knížectví, o dva roky později arciknězem a farářem kostela Panny Marie v Krakově, stejného roku i proboštem a roku 1319 děkanem vratislavské katedrální kapituly. O rok později, po smrti biskupa Jana Muskaty, zapřisáhého nepřítele Vladislava Lokýtka, jej katedrální kapitula s Lokýtkovou podporou zvolila novým krakovským biskupem (20. ledna 1320), což papež v březnu téhož roku potvrdil.

### Biskupem krakovským
Biskup s novým jménem Nanker spravoval svůj úřad energicky: již v listopadu roku 1320 svolal diecézní synodu, která schválila obsáhlá církevně-právní pravidla upravující práva a povinnosti kléru a organizaci diecéze. Započal také stavbu nové krakovské katedrály v gotickém stylu, zasvěcené svatému Václavovi. Ukázal se však být výraznou a svéhlavou osobností, především hodlal vážně bránit práva biskupství i proti svému dosavadnímu příznivci, a proto se s Vladislavem Lokýtkem dostal do sporu ohledně města Biecze, které roku 1303 daroval biskupství Václav II., ale od roku 1306 je ovládal Lokýtek. Ten proto rád využil příležitosti a roku 1326 přesvědčil papeže Jana XXII., aby biskupa Nankera přemístil do vratislavské diecéze. Ta totiž již od roku 1319 byla neobsazena, protože se katedrální kapitula, která měla biskupa volit, nedokázala shodnout na jednom kandidátovi. S papežskou intervencí byl tento spor vyřešen rezignací obou zvolených biskupů, Víta z Habdanku a Lutolda z Kroměříže, a přímým jmenováním Nankera. Tím Vladislav Lokýtek prosadil na důležité místo ve Slezsku – kde právě soupeřil o vliv s Janem Lucemburským – svého příznivce a současně se Nankerovu horlivost za práva církve obrátil proti jiným světským pánům.

### Biskupem vratislavským
Roku 1326 se tedy Nanker stal vratislavským biskupem a současně niským knížetem. Byl rodem Polák a podporoval polské politické zájmy – to znamenalo zájmy krále Vladislava I. Lokýtka a hnězdenského arcibiskupa Janislava – a zájmy papeže Jana XXII. Tím byla od počátku předurčen napjatý vztah s katedrální kapitulou, v níž většinu tvořili Němci vedení Mikulášem z Banče, dosavadním administrátorem diecéze, a příznivci českého krále. Nanker byl zprvu jen latentním odpůrcem Jana Lucemburského, který tou dobou mocensky pronikal do Slezska. Právě roku 1326 přešel od Lokýtka na stranu krále Jana definitivně vratislavský kníže Jindřich VI. Dobrý a po Lucemburkově návratu z úspěšné výpravy proti Lokýtkovi 6. dubna následujícího roku uznal Jindřich VI. Janovu lenní nadvládu nad Vratislavským knížectvím. O den později vydal v přítomnosti krále papežský legát Petr z Auvergne prohlášení, že nové poměry v knížectví se nedotýkají práv církve (zejména majetkových), a podpořil biskupa v jeho sporech s kapitulou.
Právě mise Petra z Auvergne však vyvolala první násilný spor biskupa Nankera. Německé obyvatelstvo Slezska, a konkrétně vratislavští měšťané, za Nankerových předchůdců jen velmi zdráhavě přijali placení zvláštní daně papežskému stolci, takzvaného svatopetrského haléře, placeného z rodiny respektive domácnosti (podymné). Úkolem legáta bylo prosadit nový způsob placení této dávky, totiž z hlavy, a navíc vybrat dlužné částky za řadu předchozích let. To narazilo na velký odpor a všechna slezská knížata (vyjma opolského) podala do Avignonu odvolání. Nanker legáta bezvýhradně podpořil, počínali si však oba natolik nediplomaticky, že roku 1338 vratislavští měšťané (s podporou Jindřicha VI.) vtrhli při bohoslužbě do katedrály, vyhnali biskupa, legáta i kanovníky a zabrali jejich majetek. Biskup poté vyhlásil nad Vratislaví interdikt a uprchl nejprve do své rezidence Nisy a poté zpět do Krakova. Petr z Auvergne byl rovněž nucen uprchnout, po cestě jej však přepadl a zajal kníže Boleslav II. Minsterberský.
V nastalé chaotické situaci prosil Nanker papeže, aby jej zbavil vratislavského stolce a poslal zpět do Krakova. Jan Lucemburský (prostřednictvím manželky Elišky) papeže zase žádal, aby novým vratislavským biskupem jmenoval vyšehradského probošta Jana Volka, levobočného Přemyslovce. Obojí však nevyhovovalo papežským záměrům, proto byli jmenováni jen prozatímní správci diecéze, hnězdenský arcibiskup Janislav, poznaňský biskup Jan Doliva a olomoucký biskup Jindřich Berka z Dubé. Janu Lucemburskému se podařilo v průběhu roku 1329 svou pozici upevnit a dojednat určitý smír s Nankerem, který se mohl vrátit do sídla diecéze.
Nastala doba relativního klidu v diecézi a Nanker se mohl věnovat vnitřnímu životu církve. Nalezl i jisté porozumění s kapitulou. Roku 1331 vydal nová liturgická statuta pro diecézi, pracoval na rozšiřování farní správy, usiloval o znovuzískání církevního majetku ztraceného od neklidného pontifikátu Jindřicha z Vrbna. Vliv biskupa i církve však zřetelně upadal, čehož symbolem bylo roku 1331 zřízení městem (a nikoli církví) spravované školy v Hlohově i přes biskupovy protesty. V roce 1334 byl nový papežský legát Galhard de Carceribus schopen dojednat placení svatopetrského haléře v zásadě podle papežských propozic. Současně však shledával biskupa příliš povolným a zestárlým, na což si stěžoval i papeži.

### Rozepře s Janem Lucemburským

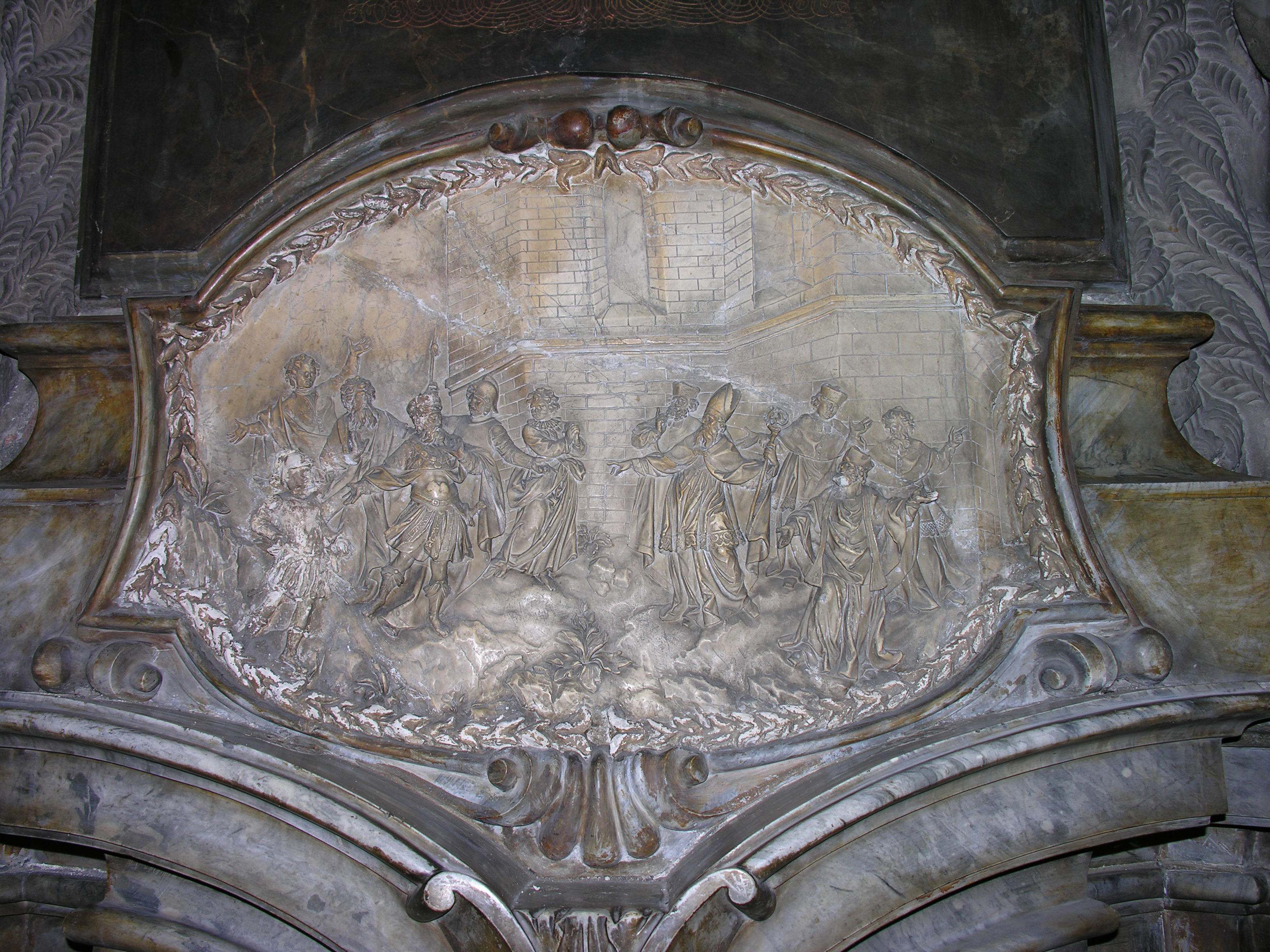
Nanker uvaluje klatbu na Jana Lucemburského. Dřevořezba z vratislavské katedrály (1719)

Roku 1335 se vlády ve Vratislavském knížectví po smrti Jindřicha VI. ujal — přes protesty biskupa — přímo Jan Lucemburský. Získal tak mimo jiné patronát nad Niským knížectvím patřícím biskupovi (nejednalo se formálně o léno). Jan ve Vratislavsku provedl řadu reforem – vydal roku 1337 nový soudní řád, podle kterého měli duchovní podléhat v první instanci světským soudům. Zasahoval také do majetkových záležitostí biskupství.
Pohnutkou k vyvrcholení doutnajícího nepřátelství se stal spor o hrad Milíč. Tento hrad na hranici s Polskem, chráněný bažinami, patřil i se svým okolím vratislavské katedrální kapitule. Jan Lucemburský ze strategických důvodů usiloval nejprve o jeho odkoupení, pak alespoň o volnost využití pro své vojsko. Kapitula samotná s tím souhlasila, biskup Nanker podporovaný legátem Galhardem de Carceribus však byli zásadně proti. Po neúspěšném jednání vojska krále Jana a vratislavských měšťanů hrad roku 1339 oblehla a jeho kapitán Jindřich z Vrbna po jednání v táboře nepřítele — jež se zvrhlo v pitku — Milíč nakonec vydal.
| „                                                                                             | Tímto rozhořčen vyhledal nyní Nanker s některými kanovníky, kteří se k tomu uvolili, krále Jana v klášteře minoritů, kde se tento právě nalézal v poradě s pány radními, vynutil si bouřlivým naléháním audienci, předstoupil ve slavnostním ornátu, drže v pravici krucifix, před krále a poprvé, podruhé a potřetí jej vyzval ke vrácení hradu Milíče. Když na to Jan chladně poznamenal, že to zřejmě nelze učinit tak rychle, vyřkl rozezlený biskup s pozdviženým krucifixem králi ve tvář klatbu; načež král, obrátiv kpřítomným, s klidem pronesl: „Ó při duši Boží, to je mi nějaký kněz, který by se rád stal mučedníkem, kdyby měl někdo chuť jej z něho udělat“, odvrátil se a odešel z místnosti. | “ |
| — Colmar Grünhagen, Allgemeine Deutsche Biographie, biskupova reakce na obsazení hradu Milíče | |   |

Při následném jednání s vratislavskými měšťany byl biskup ještě nesmiřitelnější. Vyhlásil exkomunikaci i nad nimi jakožto spolupachateli a Jana Lucemburského nazval posměšně králíkem předhazuje mu, že České království nemá arcibiskupa a musí proto o korunovaci žádat v Mohuči. Za této situace byl Nanker nucen uprchnout opět do Nisy. Odtud exkomunikaci roku 1340 ještě zpřísnil a nad celou Vratislaví vyhlásil interdikt.
Vratislavští měšťané se mezitím zmocnili správy církevního majetku. Exkomunikace ani interdikt neměly valného výsledku, neboť značná část kněžstva, zejména řádového, se jimi odmítla řídit a interdikt nebyl ve Vratislavi ani oficiálně vyhlášen. Epizodou zostřující situaci bylo vyslání svídnického inkvizitora Jana ze Schwenkenfeldu do Vratislavi k šetření údajného kacířství mezi vratislavskými měšťany. Ten se setkal s tak nepříznivým přijetím, že musel z Vratislavi uprchnout, dříve však nad ní rovněž vyhlásil interdikt. Obě strany se měly setkat k jednání v Praze, kde však byl inkvizitor 28. září 1341 v dominikánském klášteře u svatého Klimenta neznámou osobou zavražděn.
Mezitím však, aniž by se dočkal vyřešení sporu, 8. dubna 1341 v biskupské rezidenci v Nise Nanker zemřel. Jeho ostatky jsou uloženy ve vratislavské katedrále.

### Osobnost a pozdější osud
Biskup Nanker byl, jak je z životopisu patrné, člověkem vzdělaným, sebevědomým, rázným až prchlivým. Byl na dlouho posledním biskupem na vratislavském stolci, který se cítil Polákem a podporoval polskou národnost. Současně vedl osobně velmi asketický život a byl obdivován pro svou upřímnou zbožnost. Zemřel v pověsti svátosti. Proces jeho blahořečení byl zahájen roku 1719, nebyl však dokončen. Po dlouhé přestávce byl znovuzahájen roku 1952, ani pak však nedošel k cíli. Nankerova úloha byla dlouho hodnocena — z rozdílných pozic — především z národnostního hlediska. Byl ale také posledním z vratislavských biskupů, kteří podle étosu vrcholného středověku aktivně zastávali myšlenku přednosti církevní moci před mocí světskou.